# Резолюция 33 на Съвета за сигурност на ООН
Резолюция 33 на Съвета за сигурност на ООН, приета с мнозинство на 27 август 1947, приема едни и отхвърля други от предложенията на Общото събрание на ООН за изменение във формулировките на някои от процедурните правила на Съвета за сигурност.
Резолюцията е приета с мнозинство от 10 гласа, като представителят на Австралия гласува въздържал се.